# داء الحركة
داء الحركة (بالإنجليزية: Motion sickness)‏ يحدث بسبب الفرق بين الحركة الفعلية والمتوقعة. تشمل الأعراض عادة الغثيان، القيء، العرق البارد، الصداع، الدوخة، التعب، فقدان الشهية، وزيادة إفراز اللعاب. نادرا ما تشمل المضاعفات الجفاف، مشاكل الكهرل، أو تمزق المريء السفلي.
سبب داء الحركة هو إما الحركة الحقيقية أو المتصورة. قد يشمل ذلك السفر بالسيارة، السفر الجوي، السفر البحري، السفر إلى الفضاء، أو محاكاة الواقع. تشمل عوامل الخطر الحمل، الصداع النصفي، ومرض مينيير. يعتمد التشخيص على الأعراض.
قد يشمل العلاج تدابير سلوكية أو أدوية. تشمل التدابير السلوكية إبقاء الرأس ثابتا والتركيز على الأفق. هناك ثلاثة أنواع من الأدوية المفيدة: مضادات المسكارين مثل سكوبولامين، مضادات الهيستامين H1 مثل ديمنهيدرينات والأمفيتامينات مثل ديكسامفيتامين. ومع ذلك، قد تحد الآثار الجانبية من استخدام الأدوية. عدد من الأدوية المستخدمة للغثيان مثل أوندانسيترون ليست فعالة لداء الحركة.
يتأثر جميع الأشخاص تقريبا بالحركة الكافية وسيعاني معظم الناس من دوار الحركة مرة واحدة على الأقل في حياتهم. ومع ذلك، فإن القابلية متغيرة، حيث يتأثر حوالي ثلث السكان بشدة بينما يتأثر معظم الأشخاص الآخرين في ظل الظروف القاسية. تتأثر النساء بسهولة أكبر من الرجال.

## الأعراض والعلامات
تشمل الأعراض عادة الغثيان، القيء، العرق البارد، الصداع، الدوخة، التعب، فقدان الشهية، وزيادة إفراز اللعاب. في بعض الأحيان، يمكن أن يستمر التعب لساعات إلى أيام بعد نوبة من داء الحركة، والمعروفة باسم «متلازمة السوبايت». نادرا ما تحدث أعراض حادة مثل عدم القدرة على المشي، القيء المستمر، أو العزلة الاجتماعية في حين قد تشمل المضاعفات النادرة الجفاف، مشاكل الكهرل، أو تمزق المريء السفلي من القيء الشديد.

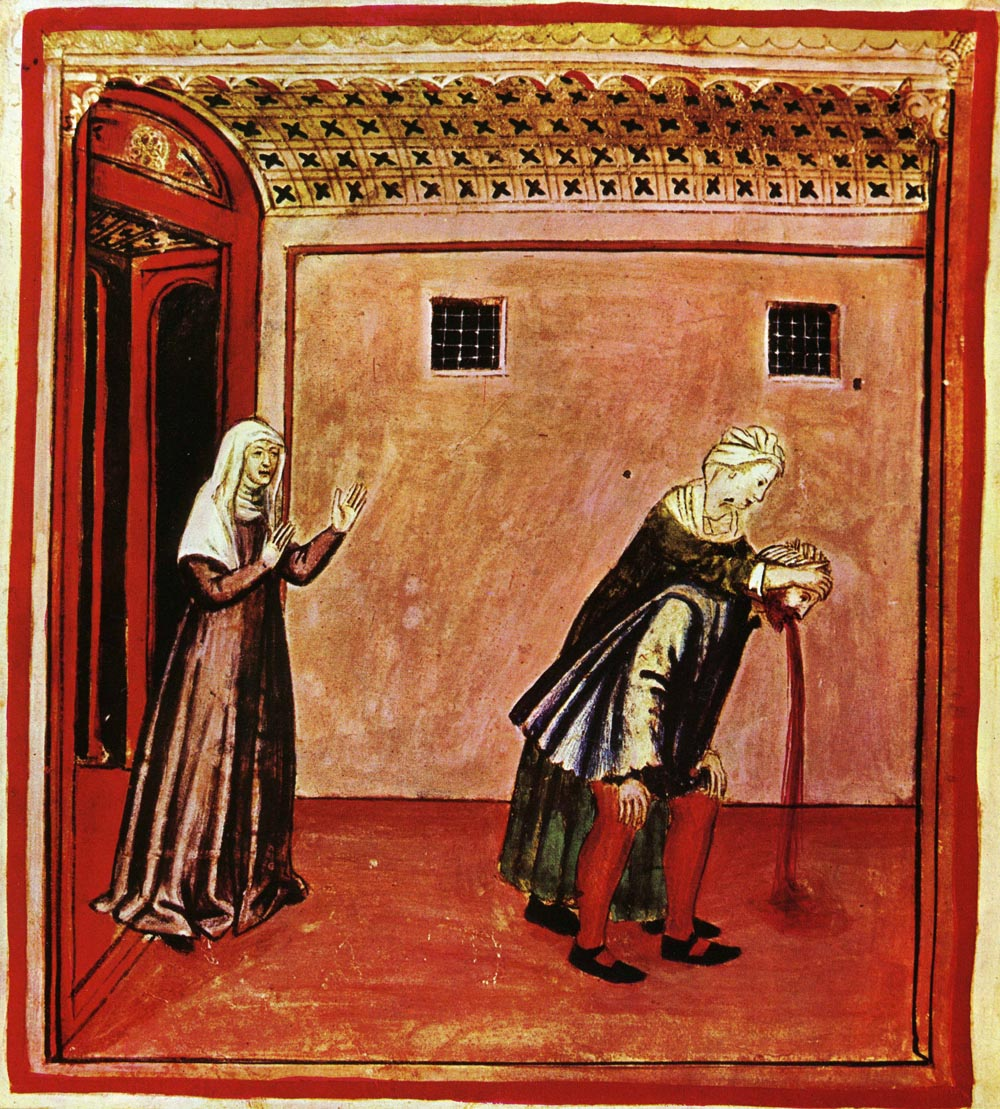
رسم توضيحي للقيء في القرن الرابع عشر من مكتبة كازاناتنس تقويم الصحة

## الأنتشار
حوالي 33% من الناس عرضة للإصابة بداء الحركة حتى في أبسط الظروف كالركوب على قارب في مياه راكدة أما 66% من الناس عرضة للإصابة بداء الحركة في ظروف أشد حدة.
الأشخاص والحيوانات الذين لا يمتلكون جهاز دهليزي (هو الجزء المسؤول عن التوازن في الأذن الداخلية) سليم لا يصابون بداء الحركة.

## الأسباب

تظهر الأذن الداخلية باللون البنفسجي

أشهر الفرضيات التي تشرح لنا سبب حدوث داء الحركة تقول أن داء الحركة هي آلية دفاعية للجسم ضد سموم عصبية.

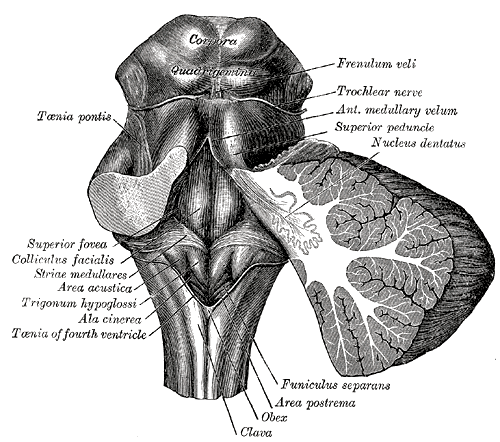
الباحة المنخفضة Area postrema

تقوم الباحة المنخفضة (بالإنجليزية: Area postrema)‏ الموجودة في الدماغ بتحفيز عملية التقيؤ عند اكتشاف هذه السموم وأيضا تقوم بتصحيح التضارب في معلومات الحالة الحركية بين العيون والجهاز الدهليزي.
عندما نشعر بالحركة ولكن لا نراها (مثال: في سفينة لا نوافذ لها) تقوم الأذن الداخلية بإرسال معلومات للدماغ بأن الجسم يتحرك وفي نفس الوقت تقوم العيون بإرسال معلومات للدماغ بأن كل شيء ثابت ولا وجود لحركة. عندما يحدث هذا التعارض في المعلومات الواصلة للدماغ يتوصل الدماغ إلى نتيجة أن إحداهما (العين أو الأذن الداخلية) قد أصيب بهلوسة ويفترض أن سبب هذه الهلوسة سموم عصبية تم ابتلاعها فيقوم الدماغ بإحداث القيء كي يتخلص من هذه السموم المفترضة.

## الأنواع
يمكننا تقسيم داء الحركة إلى ثلاثة أنواع:
1. داء حركة سببه الشعور بالحركة دون رؤيتها.
2. داء حركة سببه رؤية الحركة دون الشعور بها.
3. داء حركة سببه عدم تطابق الشعور بالحركة ورؤيتها.

### 1. داء حركة سببه الشعور بالحركة دون رؤيتها
في هذه الحالة الأذن الداخلية تحس بالحركة عن طريق الجهاز الدهليزي ولكن الجهاز البصري (العيون) لا يلتقط أي حركة أو فقط يلتقط حركة طفيفة.

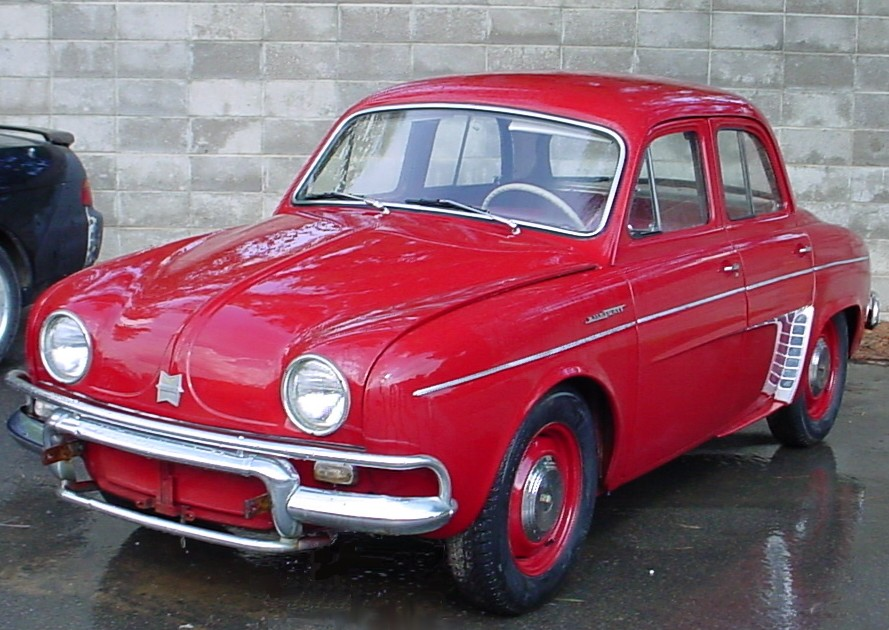

الأمثلة على هذا النوع: 

#### - دوار السيارة
دوار السيارة منتشر كثيراً بين الناس ويصاحبه عدم القدرة على التركيز في شيء معين داخل السيارة كتابة رسالة بالهاتف النقال أو قراءة كتاب أثناء حركة السيارة. ويزداد الدوار سوءاً كلما نظرنا للأسفل ويخف عند النظر لما بخارج السيارة.

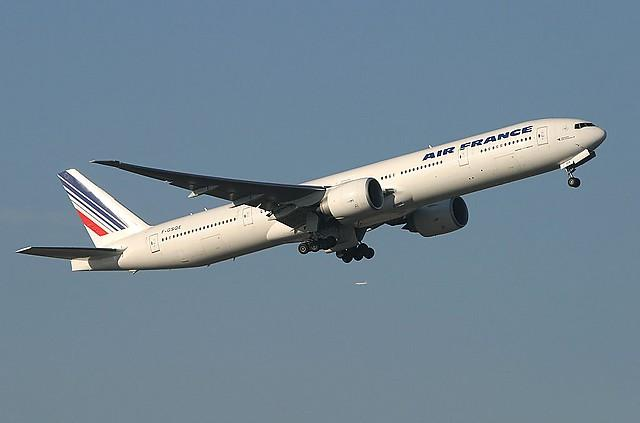

#### - دوار الطيران
لا يختلف كثيرا عن دوار السيارة إلا أن الالتفافات العنيفة والمفاجئة التي تقوم بها الطائرات ونوافذها الصغيرة والقليلة كلها أسباب تزيد من حدة دوار الحركة عند ركابها.

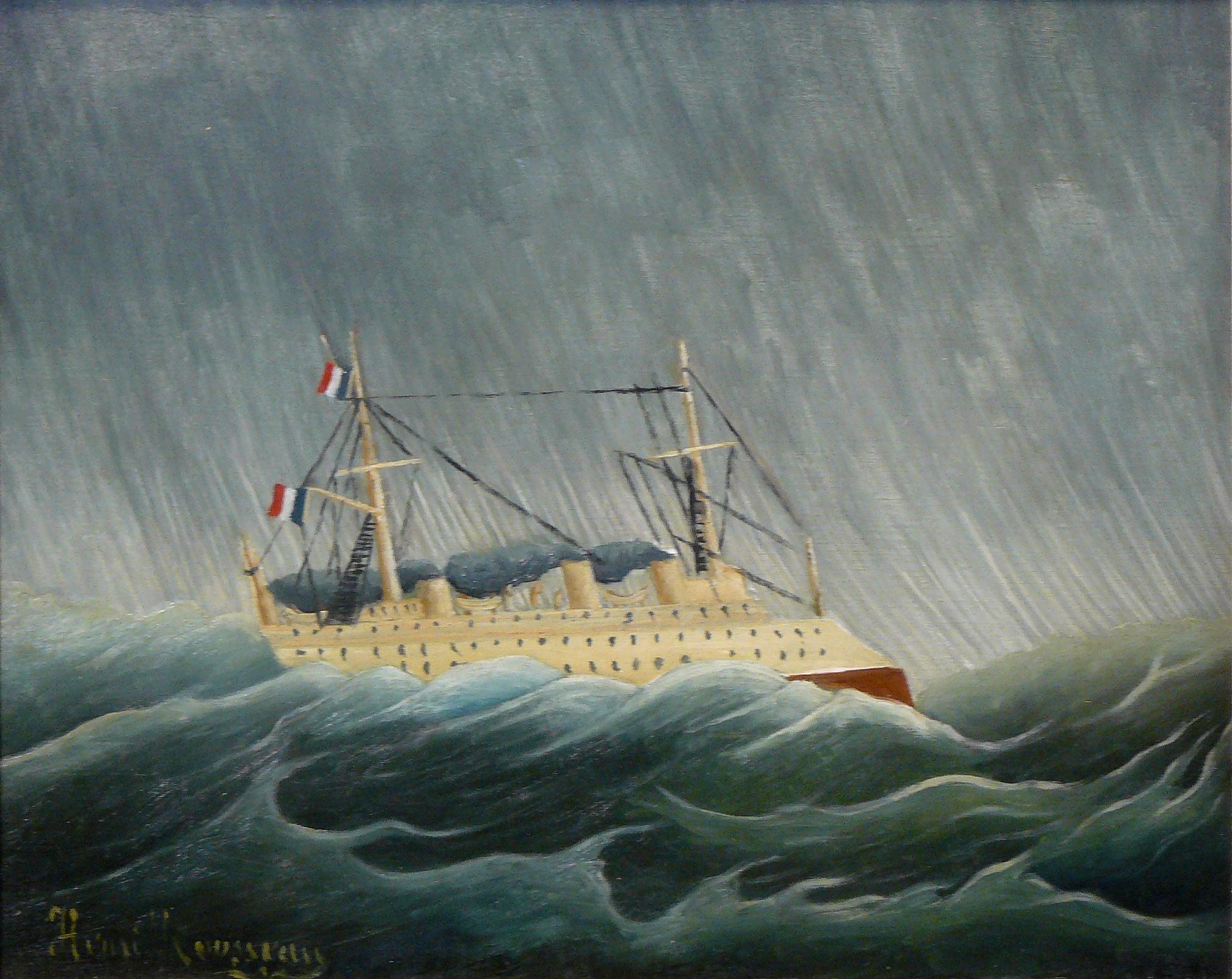

#### - دوار البحر
هو نوع من أنواع دوار الحركة يصاحبه الإحساس بالغثيان والدوخة في الحالات الشديدة بعد قضاء فترة في مركب على الماء. ومن أسمائه في اللغة الهُدَام والسَّدّر.

#### - دوار ناتج عن جهاز الطرد المركزي
يستخدم هذا الجهاز لتدريب رواد الفضاء وأيضاً يوجد منه في الملاهي الترفيهية ويمكنه أن يسبب دوار الحركة.

#### - دوار ناتج من الإلتفاف أو الدوران حول النفس
عندما يلتف الشخص حول نفسه ثم يتوقف فجأة فان السائل الموجود في الأذن الداخلية يستمر بالدوران مع أن الجهاز البصري لا يلتقط أي حركة إلا أن الشخص يستمر بالشعور أنه مستمر بالدوران.

### 2. داء حركة سببه رؤية الحركة دون الشعور بها
في هذه الحالة الحركة يتم التقاطها من الجهاز البصري (العيون) ونرى الحركة إلا أننا لا نحس بها يعني ذلك أن الجهاز الدهليزي لم يلتقط أي حركة للجسم. ويدعى هذا النوع بداء الحركة الناجم عن الإبصار (بالإنجليزية: Visually Induced Motion Sickness)‏.
الأمثلة على هذا النوع:

#### - الدوار نتيجة مشاهدة أفلام أو مقاطع فيديو
يحدث هذا النوع من دوار الحركة عند مشاهدة الأفلام أو الفيديوات تعرض على شاشات كبيرة كالسينيما أو تلفزيونات كبيرة الحجم. إغماض العيون كافي لتجنب هذا النوع من الدوار.
فيلم مشروع الساحرة بلير سبب دوار الحركة للكثير من المشاهدين وقد حذر رعاة المسرح من آثاره المحتملة المثيرة للغثيان وحذروا النساء الحوامل على وجه الخصوص. وسبب ذلك أنه تم تصويره بكاميرا الفيديو التي تحمل باليد مما يعرضها تعرض للحركة والاهتزاز أكثر بكثير من متوسط الكاميرات الأخرى.
الأفلام المنزلية غالبا تصور بالكاميرا التي تستعمل باليد تكون سببا لحدوث داء الحركة لمن يشاهدها.إن استعمال تقنية تثبيت الصورة عند تصوير الأفلام تسهم في تقليل الأعراض.

#### دوار المحاكاة

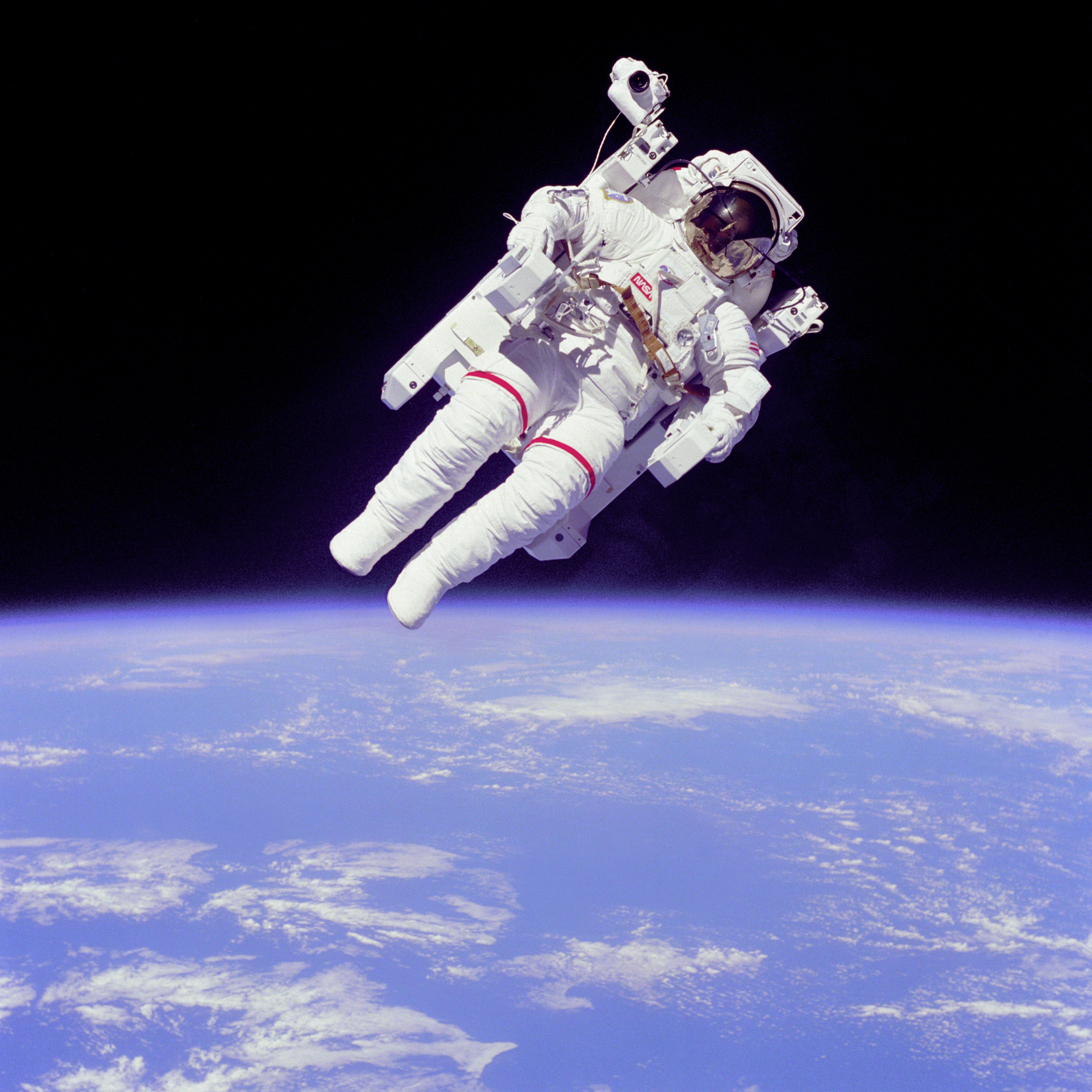

هو الدوار الذي يحدث نتيجة اللعب بألعاب الكمبيوتر أو ألعاب الفيديو أو غيرها من ألعاب المحاكاة.
وفيه يتعرض المصاب لنفس الأعراض التي تحدث في دوار الحركة من تعرق وصداع وغثيان ودوخة وقيء. في بحث أجرته جامعة مينيسوتا (بالإنجليزية: University of Minnesota)‏ جعلوا طلاباً يلعبون لعبة هيلو لأقل من ساعة ووجدوا أن حوالي 50% من الطلاب شعروا بهذه الأعراض.

#### دوار الفضاء
لم يكن معروفا هذا النوع من الدوار في أوائل الرحلات الفضائية. يزداد الدوار سوءاً كلما قلت الجاذبية وصارت الأجسام تتحرك بحرية وتكثر الإصابة به في المركبات الفضائية الكبيرة.
60% من رواد الفضاء يصابون به في أول رحلة فضائية لهم.

### 3. داء حركة سببه عدم تطابق الشعور بالحركة ورؤيتها

#### تأثير كوريوليس
عندما تتحرك ضمن إطار مرجعي يدور كما هو الحال في أجهزة الطرد المركزي أو البيئة عندما تتم محاكاة الجاذبية بقوة الطرد المركزية ويجعل تأثير كوريوليس الجهاز الدهليزي يشعر بالحركة ولكنها لا تتطابق مع الحركة التي ينظر إليها من الجهاز البصري يحدث التضارب في المعلومات فتبدأ أعراض داء الحركة بالظهور على الشخص المصاب.

## العلاج
هنالك الكثير من العلاجات والوقايات من الإصابة بداء الحركة.
منها:

### تغيير النشاط
لتفادي أو للتخلص من أعراض داء الحركة ببساطة توقف عن القراءة أرح رأسك تجاه المقعد ولاتحركه وانظر خارج نافذة العربة التي أنت فيها وركز على شيء بعيد وثابت (أو إلى الأفق) في اتجاه الحركة.
هذا يساعد على إعادة توجيه مستقبلات التوازن في الأذن الداخلية عن طريق إعطاء تأكيد أن الحركة تطابق ما يراه الجهاز البصري.
في الليل أو على متن سفينة لا نوافذ لها قم ببساطة بإغماض عينيك أو إذا أمكنك خذ قيلولة هذا يحل التناقض الحاصل بين العيون والأذن الداخلية.
هنالك طريقة بسيطة تقلل من أثر دوار السيارة ألا وهو المضغ. مضغ العلك له تأثير قوي يساعد الذين يعانون من الدوار في تقليل حدته. مضغ العلك ليس الشيء الوحيد الذي يقلل من الدوار أيضا تناول وجبات خفيفة والمضغ عموما يقلل من التعارض بين إشاراة التوازن والبصر.
لا تتناول طعاما زائدا أو طعاما حارا أو أطعمة دسمة أو شرب الكحول وتناول الأطعمة الجافة أو المشروبات الكربونية التي تساعد على استقرار المعدة إذا شعرت بالإعياء.
الهواء الطلق والبارد يمكنه أن يخفف أعراض الدوار والابتعاد عن الروائح الكريهة التي قد تزيد الحالة سوءاً وتجنب التدخين والمدخنين.

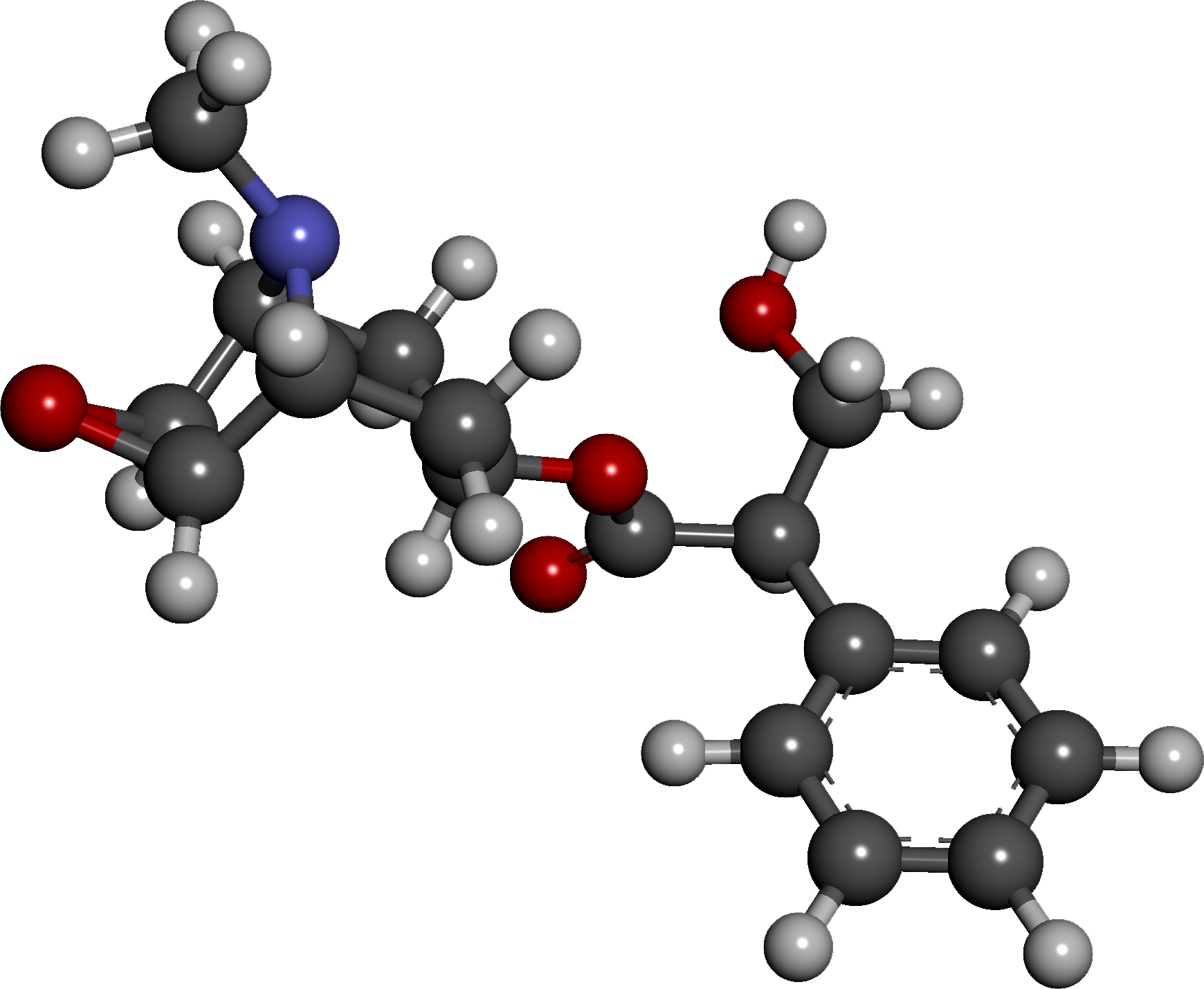
Scopolamine

### الأدوية
قد تساهم الأدوية في علاج هذه الحالة ولكن عليك استشارة الطبيب إذا كنت تعاني من مشاكل صحية. ويمكن تناول أحد الأدوية المتاحة بدون وصفة مثل
درامامين (Dramamine) وستاقيرون (Stugeron) وبونين (Bonine).
أيضا يمكن استعمال سكوبولامين (Scopolamine) 
وأحيانا يوجد على شكل لصقات جلدية (1.5 mg) أو أقراص (0.4 mg) يقوم بوصفها الطبيب آخذاً بالاعتبار العمر والوزن ووقت العلاج اللازم.
يعتقد أن جذور الزنجبيل لها مفعول مضاد للقيء. وقد أثبتت دراسة أن امتصاص الزنجبيل أو احتساء شاي بالزنجبيل يمكنه المساعدة في تخفيف الغثيان
لذلك ينصح في استعماله للحد من آثار داء الحركة.

### التقنية

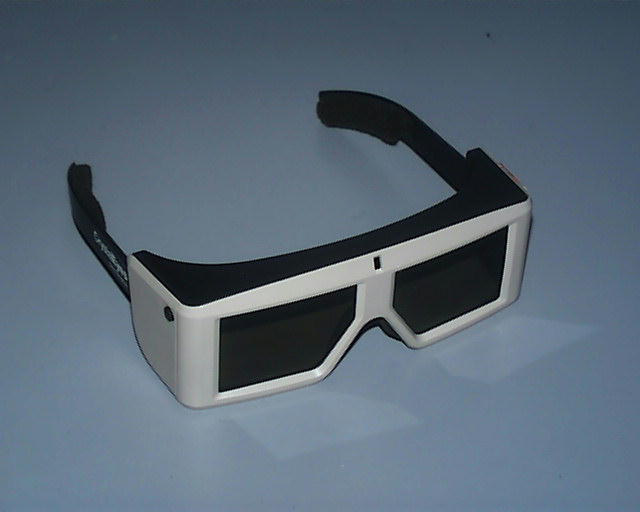

بما أن رواد الفضاء غالبا ما يصابون بداء الحركة أجرت ناسا (NASA) بحوثاً كثيرة في السبب والعلاج لداء الحركة. هنالك علاج واعد لمن يعاني من داء الحركة يمكنه تخفيف الأعراض عن طريق ارتداء نظارات من نوع LCD shutter glasses.